# 大いなる田舎
大いなる田舎（おおいなるいなか）は、"大きな田舎"とも言い、愛知県名古屋市の"発展途上感"やそれに類する概念を包摂して表現した比喩であり、さらには"東京や大阪より後発だが、秘めている将来発展可能性はむしろ東京大阪よりも大きい"名古屋市の特質をも表わし、杜の都仙台、火の国熊本、のように同市の名を掲げる際の都市冠称として、あるいは青丹よし(奈良)、神風の(伊勢)のように地名「名古屋」の枕詞として俳句等で使われる語である。
東京・大阪のような求心力には欠けるという名古屋市の特徴も表し、中学校社会科教員向け図書にも掲載され、名古屋の市内・市外を問わず広く使用される語である。近年の例では小説『君の名は。』に「名古屋じゃものたりない。あれは単なるでっかい田舎だ」という台詞がある。

## 矮小農村の結合体・名古屋
名古屋市をもって田舎とした文言は明治期から存在し、例えば名古屋の劇場客を「"田舎にしては"見巧者あり」と論評したものがある。そのやや前に、名古屋が"中京"という異称を使い始めたことが東京にも伝わった頃、京都・東京のような皇城の地でもない名古屋が「京」と名乗るのに不敬の趣きを覚える人もいた。

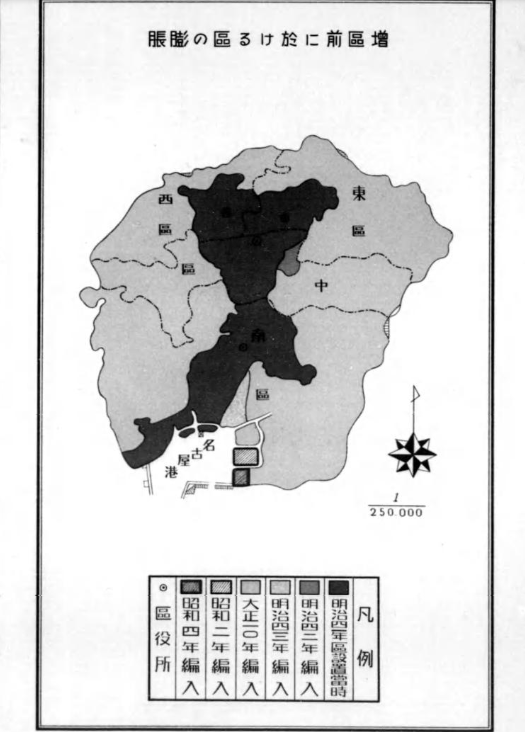
市域の変遷　『名古屋市中区史』(1944)より

1921年(大正10年）8月、名古屋市は近隣5町11村を合併し、一挙に面積で日本第１位、人口規模で日本第３位の都市となった。ところが、人口密度は半減して5125人/㎢で、東京市(26,750人/㎢)及び大阪市(21,962人/㎢)と比すれば桁違いに少なく、しかもその面積の過半が農村であったことから、「大いなる田舎・名古屋」の呼称はこの頃誕生したと考えられている。田んぼのカエルの声が響くようなひなびた土地であるのに日本第三都市と標榜しているさまは、滑稽に思われた。あまりに農地が多くて内務省から「都市とは言えない」と評された。
“随分と滑稽"な名古屋市の財政規模は東京の2割、大阪の4割にも達せず神戸にも劣っていた。
以降、名古屋を論ずるときに「田舎と呼ばれている土地」という意識が"通り相場"になってしまい、1930年(昭和5年)、愛知県が名古屋の工業生産額が大阪と同水準にまで成長したのを示した時、"田舎都市ということはできない"という一文を付け加えていたり、東京の文芸記者が名古屋の特徴を記すにあたり"大きな田舎"と言ったりしている。1970年頃、名古屋市の『鈴木朖学会』は鈴木朖、天野信景や名古屋市長を務めた河村たかしの遠祖にあたる河村秀根・秀穎兄弟らによって江戸時代の尾張名古屋で勃興した国学・漢学の潮流をまとめて「名古屋学」と呼称しようとしたが、江戸時代ではなく近代の名古屋の学問と間違われ、「"大いなる田舎"の学とは？」と人から真剣に尋ねられてしまった。
「田舎」という語彙が"名古屋コンプレックス"の淵源、という言説は今日なお市井の幅広い階層で言われている。敷島製パン(名古屋市)は山崎製パン、第一パンの２社で寡占状態にあった東京に進出した1969年(昭和44)、高級パンで勝負するために「東京人は名古屋を田舎だと思っているから、名古屋の匂いがしみ込んだ『シキシマパン』ではマズイ」と判断し「パスコ」にブランドを改めた。清水義範は丸谷才一との対談のなかで「田舎」も含め「名古屋の悪口を言う」というふるまいは、名古屋という実体とは全く無関係であって、それは都ではない地域を小馬鹿にするという大昔からある様式の一つであり、批評型式の一つに過ぎない、と解説した。ある名古屋人は、それらになぜ反駁しないのかという理由として「PR術に長けていないから言うものには言わせておけ、という殿様意識と、他人の気持を汲み取るのが苦手の独りよがりの作用」と説明している。

## 偉大なる田舎
いつから言われ出したのか、「大いなる田舎」との語義差も不明だが、1949年(昭和24年)の雑誌記事に「名古屋を評してジャーナリストは偉大なる田舎という」と書かれている。名古屋のニックネームとして広まるのが早かったようで、翌年には少女雑誌に
、1952年には旅行誌に載った
。1954年(昭和29)5月、週刊朝日の人気連載記事だった「日本拝見」のなかで門田勲が、古来からの『大きな田舎』では面白くなかろう、とこの言葉を使っている。そのやや前、1954年3月出版の座談会録『名古屋文化を語る』で名古屋人自身がこの語を使っている。先の「日本拝見」は大宅壮一の方が執筆担当回が多かったため、大きな田舎、大いなる田舎を大宅一人の創作に託す名古屋人もいるが、既述の通り誤りである。「"戦前"、偉大なる田舎といわれた」という説が、種々の文献やyoutubeに散見されるが、1941年(昭和16)以前に名古屋をこの語で表した記録は確認できない。

## 青年都市
「現況未開拓の土地が多いが将来発展の可能性は大」という意味で、シアトル博覧会や満鉄沿線の長春の記事に使われていたが、1924年以降、しばしば名古屋市にも使われた語である。名古屋の詩人・小林敏之は「焼野原 大いなる田舎 青年都市の街」と謳った。将来大都市になるであろうという観測から生れているが、他方で名古屋は近代化しにくい所と歎ずる名古屋人もいた。1976年に週刊サンケイが「青年都市名古屋」と見出しに使った辺り以降、名古屋地方誌を除けば用例確認が難しく、1980年前後の五輪招致運動期にはすでに"古い言い回し"扱いされており、「"大いなる田舎"と言ったほうが名古屋の異称としてよく通じる」とされている。

## 種々の論拠
諸々の文献、記録から「名古屋は大いなる田舎、偉大なる田舎」あるいは「名古屋は大都会ではない」と断定した言説を紹介する

### ムラ社会
高校を卒業しても大多数の者が愛知県内の大学へ進学することから東京への志向はそれほど強くないが、それが災いして外へ向かって積極的に自己アピールする能力には欠け、社交性が高いとは到底言えない。あらゆるモノが地元で間に合うので豊かといえば豊かな土地だが、中日新聞が読者投稿を載せると、菓子折を持った投稿者がじきじきに社にお礼に来るというほど狭い地縁社会で構成されており、生粋の名古屋商人の子孫たち、いわゆる旦那衆で構成された"名古屋ロータリークラブ"なる組織が地域社会に隠然たる力を持ち、町ぢゅうに地元民にしか見えないローカルな掟が無数に張り巡らされていて、破った者は潰されるという、それはまったくの"仲良しクラブ"であって自ら決断するところが少ない。

### 排他にして保守的な企業人
こうした傾向は個々人の生活態度のみならず、地元財界にも十分当てはまることであって、すなわち地元商工会議所や地元経済連合会のトップの座は、ほんの一握りの地元企業から出た社長や会長職にある者たちの聖域とするのが暗黙のルールになっている。"石橋を叩いても渡らない"と言われるほど限りなく吝嗇に近い堅実経営で、仮に石橋を渡るにしても、まず"北の湖級の重たい人を渡らせてから自分も渡る"という風に保守的で、発展する都市には不可欠なダイナミズムを名古屋から奪っていた。地元では圧倒していても外に出るとそれほどでもないお山の大将的企業の支配、郷土という一枚岩の価値観で結束する"農民と商人の合いの子"経営者とその従業員、こうした光景は「やはり名古屋は大いなる田舎と言うべき」と断じられた。ガチャマン景気たけなわの頃には、都市成立時期が名古屋市に比べてはるかに古く、門前町としてまた繊維産業の巨大な資本集中で全国に名を上げていた"小大阪"こと一宮市の方が「東海地方特有の地味さがなく、競争があり、大阪みたいで商売が面白い」と企業家間で高く評価されていた。
外部の財界人との間の交流が乏しく「保守的・排他的であると言わざるを得ない」という名古屋の風土に対する固定的先入観は、名古屋の企業や個人が殻を破って新しい動きを示すとき、彼らの壁となった。1967年、名古屋市に地元資本名鉄による一大ファッションビル『メルサ』が開店した。このときターゲットを、大阪や東京へレジャーや買物に出て行ってしまう10代後半～30代半ばの女性に絞るべく、思い切って地元商店を候補から排し、テナントを東京、大阪、神戸の専門店のみとする英断を下したのだが、『名古屋のイメージがものすごく悪くて』その出店交渉には大変苦労したという。東海銀行が手詰まり感の出てきた融資先企業救援策と東阪間の谷間にあるという名古屋の全ての企業が古来から持つあせりの感情の爆発で、「もはや殻を破るより道なし」と提唱した「名古屋五輪」もそうであって、せっかく国際舞台に躍り出ようとしても「外来企業を退け、余所者に冷たく、泥臭い排外政治を続ける名古屋に、オリンピックは最も似つかわしくない」という批判などから国民的支持を得られなかった。名古屋人から「街並みが名古屋に似ている」といわれる名古屋在住の北海道札幌の人たちも「企業も人も他所者に冷淡、閉鎖的。道産子とは全く真逆」との驚きを隠せないでいた。

### ほぼ無きに等しい国際的知名度
これが大きく論じられるようになったのは、1981年の名古屋オリンピック招致運動期であるが、当時の新聞や週刊誌上に『大いなる田舎』や『偉大なる田舎』というワードが舞い躍った。あまりの知名度の無さに愛知県知事は国鉄に「Welcome to NAGOYA」と名古屋駅ビル外壁に書くよう依頼した。名古屋市出身の体操メダリスト・中山彰規もメキシコ、ミュンヘンで「ナゴヤ」と言っても誰も知らなかった、と述懐している。東京・大阪のような国立外国語大学設置の歴史もない市や愛知県の有力者たちに国際経験と語学力が足りなかったことも、五輪開催候補地選で敗れた一因として挙げられた。1953年海外視察に赴く大隈鉄工所（愛知県）のエンジニアは「大きな田舎の名古屋では会話の勉強ができない」と嘆いて出国した。名古屋市はただでさえ"単一土着都市"と揶揄されるところへもってきて、「全国から集まってきた外来者によるぬくもりのある交流生活の場」、「種々の知識・芸能とが激しく混じりあう日常的な交流の場」であり、都市の魅力には不可欠な"都市の清華"「下町」空間を、都市機能集積が東京大阪程度にまで発達しないうちに、広い道路建設で潰してしまった。結果、外国人・外来者との接触場所は消え失せ、その外来者から「国際的感覚がない」との批判を受け、これらもまた名古屋をして訪れる人々に「都市砂漠」さらには「大いなる田舎」の念をいだかしめたのである。

### 文化不毛
江戸期、名古屋城下にもある程度の文化・学芸が華開いたことがあったが、尾張藩の統制やその影響下にある町人の実力の限界から、三都に割り込んで「四都」と認識させるまでのレベルには至らなかった、これが「大いなる田舎」呼称の素地になったのではないか、と言われた。
文科系が著しく弱体な名古屋大学の存在や、旧来この土地に根付いていた"高商(高等商業学校)文化"と呼ばれる「実学最優先」という実利主義的教育思想が見事に災いして、芸術や文芸が一向にふるわず、ゆえにそれらの価値を理解できる市民も少なく、非文化的な面を多分に残している。
「芸どころ」と称すれどそれは博多、金沢等もそうであって名古屋だけが特別というわけでもなく、その言葉を換言すると「あら探しがうまい」ということだがそれが芸術鑑賞の正しい態度とは言えないであろうし、しかも名古屋のそれは回顧的、尚古的、骨董趣味的なものに留まり、知性と感受性の躍動がなく、新しいものを探し求めようとしない。
Madonna、Michael Jacksonの以前から新しい音楽に対する興味も薄く、スター歌手と一流の作詞家、作曲家に地名を織り込んだ詞で歌謡曲を作らせても全くヒットしなかった。各種文化・音楽イベント会場の交通アクセスの悪さも災いし、興業主から「お客さんを呼びにくい土地」「ここでやらなくても東京、大阪の回数を増やしたほうが（機材などを）運搬しなくていいから、安くあがる」と見なされている名古屋では、〝最先端の文化や芸術に触れること〟が難しく、こうした風土がまた、名古屋の出産適齢期女性を東京へと流出させるトレンドの一助になっていると言われている。
また東京、大阪ほどに話題の材料がないこと、都市としての性格づけが明確でなく、研究対象にしたところで焦点が定まらないことから、関東対関西のように対比しながら地理的歴史的な議論を積み重ねようとするとき、東京・大阪に比べて名古屋の存在が取り上げられることはないのが普通である。「素通り文化圏」「中継文化圏」などと言われた名古屋では、東京、大阪のものが何でもあるので、わざわざ独自の文物を生むひらめきも努力も必要なかったのである。

### 頭脳なき工業地帯

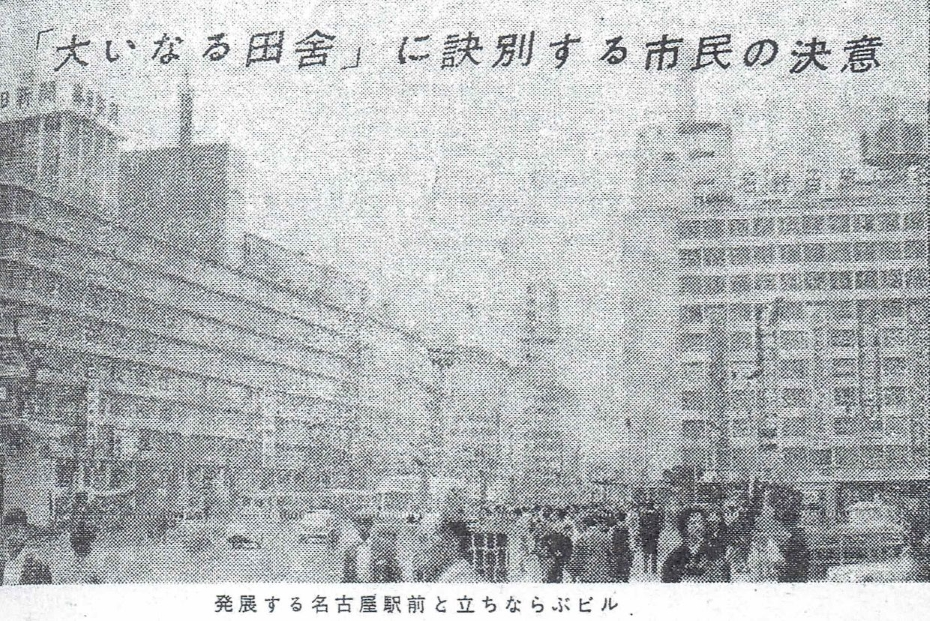
新幹線開通前の名古屋駅前『週刊現代』昭和35年12月23日号

名古屋は機械製造業を主とする重工業都市であるが、1964年の東海道新幹線開通で、そうした企業の中枢機能は東京に移転し、人口が増えるといっても工場労働者のみが増え、しかもそれは遠隔地から来た郡部・農村出身者も少なくなく、"頭がカラッポでお尻だけ発達した"『頭脳なき工業地帯』になる、と警鐘された。現実にこの動きは現れ、30年後東京大阪を２時間半で結ぶ新型新幹線のぞみ号が就役した時にも、名古屋の支社、支店を閉鎖する在京企業が現れた(東洋経済新報社等)。残存する第二次産業でも、東京の優秀な研究所と研究者たちは名古屋を嫌い、生産現場は３Kのイメージから脱しきれず、技術系学生の獲得に苦労した。工場労働者ばかりでホワイトカラーの少ない市民の労働構成は地元民に劣等感を抱かせている。飲食業の市場調査からみた中枢管理機能集積度の調査では、その値は東西に比して低く、これも「大いなる田舎」といわれる所以だとされた。

### 通過駅しかない虚像の大都市圏
東海道メガロポリスなる用語が登場してほどなく、名古屋は"東京人と大阪人が往復しているにすぎない新幹線において、無くとも一向に構わない通過駅の宿命を背負った"、東京大阪というガラス玉をつなぐ鼻先で固定するツルにすぎない"とする「東海道メガネポリス」という言葉が生まれた。「名古屋には下車したくなる衝動を感じない」という言説はすでに東海道新幹線開通以前からあったが、新幹線をはじめとした高速ネットワークの登場は、名古屋を東西の一日圏に変え、通過都市に変えた結果、“単一大都市的機能しか果たしていない”名古屋はそもそも大都市"圏"ではなかったのだとする、"名古屋大都市圏虚像説"が登場した。

## 中部地方と求心力を欠く名古屋
通過都市では到底政治経済の中心には成り得ず、「中部の玄関」などと標榜するときの中部地方という地方区分設定も、古代からある関東・中国・九州とは比べものにならないほど遅れてやっと1904年(明治37)、国定地理教科書に初めて出てきた概念で、この地域の地元意識から生れた名称ではない。中部圏開発整備法制定後使われ出した「中部圏」という言葉も「首都圏と近畿圏に挟まれ、どちらにも入れないあぶれ者を無理やり寄せ集めて一つにしただけ」と言われ、「中部は一つ」というスローガンが出るとすぐさま「中部は一つ一つ」という皮肉を伴うのが常であった。
中部地方は東西大巨人の間にぽっかりと浮いた真空地帯であって、1991年末、中部経済連合会が愛知・岐阜・三重・長野・静岡5県を合併して「名古屋市を州都とする中部州」創設を揚言するや、関東、関西への道州加入を目指していた中部各地の首長らが強い反発をあらわにし、中部地方の多様性と名古屋の求心力の小ささを再認識させた。こうした欠陥は愛知県も名古屋市も自覚しており、中部国際空港立地問題で三重県との対立をこじらせてでも愛知県内に立地させようと求心力の向上に努めたが、「我々は愛知から周辺への都市拡大を望まない。いつまでもウチへウチへの求心型、全部揃ってないと気が済まない完結型では、大いなる田舎のままだ」と三重県知事から批判され、「私の習った地図では三重は近畿地方」という発言が出た。

## "大いなる田舎"こそが名古屋の魅力
名古屋市が『大いなる田舎』と言われるとき、しばしば"ひどく嫌われ"、"芳しくない" 貶称だと捉えられがちである。がしかし、この語はむしろ「田舎の良さを都市の中に活かすことができる200万都市は、ただ名古屋だけである」という自負の念を醸成し、この称号を名古屋に与えられた唯一無二の宝物として街づくりに生かすべきだ、という意見もまた名古屋市には存在している。

## 愛・地球博の名古屋ブーム
2005年愛知県で万国博覧会が開催された。「大阪万博より格下」（久米宏）などの雑音を交えつつ、"五輪誘致の落選やプラザ合意後の円高で愛知が厳しい状況にあった時代。万博は自信を取り戻すきっかけ"となり一定の成果を上げたが、このとき一種の名古屋ブームが勃興した。
嘲笑、からかいの底意を伴わず、良い意味で名古屋が世間の耳目を集めたのは恐らく史上"初めて"のことで、名古屋嬢・名古屋めしなどは米・ワシントンポスト紙にまで取り上げられた。同年、名古屋市の中部開発センターはこのブームの調査に挑み、元来女性が近寄りがたい"ものづくり都市"名古屋に、初めて外部の女性が着目した、女性主導型であることなどを詳らかにした。一方でブームの消長について外部では「当分続く」と認識しているにも関わらず、地元市民は「一時的なブームでいずれ下火になる」と諦観していることも分かった。中部開発センターは「地元の人ももう少し強気になってもいいのかもしれない」と締めくくっているが、後節のようにこれは地元予測の方が正確だった。

## 2016年 主要８都市ブランド・イメージ調査
早くも1960年代に名古屋市や名商らによって、市内調査地点に来訪した人を対象に『あなたの名古屋の印象』というアンケート調査が実施されており、その選択肢には「大いなる田舎」もあった。市民、名古屋市以外の愛知県民、愛知県外居住者の３つに分けて数値が発表されているが特段高い値を示しておらず、３者とも「都会的」や「便利である」といったポジティブな選択肢の方が値は高い。1991年になると、「福岡や札幌に劣り、若者にとってチャーミングさがない、"ギャル"の行きたい街20位内に入ったことがない」という何らかの統計調査を基にした言説が出ているが、全国的なニュースにまで発展したものとは確認できない。
2015年実施の民間による全国都市ランキング調査で認知度は5位だが魅力度が31位だったことから、イメージアップのため名古屋市役所が2016年に立ち上げた「ナゴヤ・プロモーション会議」の第2回会議が同年7月6日開催された。席上、市担当者が参考資料として出席者に配った「国内主要８都市ブランド・イメージ調査」の結果は、「最低だろうと思っていたけども、これだけポイントが低かったのは、びっくらこいた」（河村たかし名古屋市長）という内容で、名古屋市は8都市中『買い物や遊びで訪問したい都市』、『最も魅力的に感じる都市』、『住んでいる都市を友人・知人に勧めたいか』で最下位、逆に『最も魅力に欠ける都市』では2位に大差をつけての1位、など惨憺たる結果であった。
調査結果は当日中に中京テレビ、名古屋テレビ、さらに東京のテレビ朝日が東京ローカル枠のニュース番組で報じた。翌8月には8日発売の週刊ポスト(小学館)が『名古屋ぎらい』と題する特集を掲載、以降通して4号にわたって連載した。週刊プレイボーイ(集英社)も8月19日発売号に「名古屋を襲う空前の大ピンチ！」、翌々号にも当時河村市長が日経紙上などで揚言していた"横浜を追い抜く人口400万の大尾張名古屋共和国計画"の紹介を含む「名古屋の逆襲が始まった！」なる名古屋特集記事を載せた。先述の愛・地球博などで「大いなる田舎」などといった名古屋コンプレックスは消滅した、と思っていた人もいたが、ここにその思いは裏切られたのであった。
だが、多くの市民は動ずることなくこの結果を受け止めており、名古屋市が11月21日に発表した『「行きたくない街ナンバーワン」調査結果に対する市民アンケート結果』では「残念だが仕方ない」と「当然と思う」の容認派が80％を超えており、「いじられ慣れている」「もう名古屋を放っておけ」という意識が支配的なため、と分析された。ただし週刊ポスト編集部には名古屋からのクレーム電話が殺到していたという。
「何でもバカ正直に公表すればいいというものじゃない」と清水義範が結果提出に至った市の行動に異を鳴らしているが、そもそも発端となった調査結果資料は"公表"ではなく会議の出席者にしか渡されていない。ただその会議はテレビカメラや新聞記者が比較的自由に取材できるものであり、元SKE48・梅本まどかも出席する会議での配布資料であったことから、多分にマスコミ報道を期待して出されたものである可能性が高く、名古屋の全国的社会的注目度を増幅させるためのプローモーションの一手だったフシがある。事実、上述のように名古屋の露出は急増しており、2016年10月3日には日本テレビ系月曜から夜ふかし「魅力に欠ける都市第一位の名古屋に行ってみた件」や10月8日にはフジテレビ系めざまし土曜日「魅力ない都市№１名古屋　ＰＲにマツケン」など、全国ネットでのテレビ放送でも大きく取り上げられ、故意か偶然かは判然としないが、この調査結果が公になったからこそ、名古屋の知名度が上昇したこと、あるいは名古屋を観察して名古屋を評論する多くの機会を市外に創出できたことは間違いない。